# Erycina coronata
Erycina coronata är en musselart som beskrevs av Dall 1916. Erycina coronata ingår i släktet Erycina och familjen Lasaeidae. Inga underarter finns listade i Catalogue of Life.